# Nati nel 1480
| Questa pagina contiene informazioni ricavate automaticamente dalle voci biografiche con l'ausilio del template Bio e di un bot. L'aggiornamento è periodico e automatico e ricostruisce completamente la pagina. Se manca una persona in questa lista, sei pregato di non aggiungerla, ma accertati piuttosto che la sua voce biografica contenga il template Bio e che i dati anagrafici siano correttamente compilati. Se il template Bio manca, inseriscilo tu stesso o, in alternativa, metti l'avviso {{tmp\|Bio}} che ne segnala la mancanza. Se i dati riportati sono sbagliati, correggi direttamente la voce biografica; le modifiche saranno visibili in questa lista entro pochi giorni. Per chiarimenti vedi il progetto biografie. La lista contiene solo le 106 persone che sono citate nell'enciclopedia e per le quali è stato implementato correttamente il template Bio. Pagina aggiornata al 18 mag 2025. |

## Gennaio(1)
- 10 gennaio - Margherita d'Asburgo, nobile († 1530)

## Febbraio(3)
- 12 febbraio - Federico II di Legnica, polacco († 1547)
- 13 febbraio - Girolamo Aleandro, cardinale e umanista italiano († 1542)
- 24 febbraio - Cristina Ciccarelli, monaca cristiana italiana († 1543)

## Aprile(2)
- 10 aprile - Filiberto II di Savoia, sovrano († 1504)
- 18 aprile - Lucrezia Borgia, nobildonna italiana († 1519)

## Giugno(1)
- 1º giugno - Tiedemann Giese, vescovo cattolico e teologo polacco († 1550)

## Luglio(2)
- 5 luglio - Filippo del Palatinato, vescovo cattolico tedesco († 1541)
- 11 luglio - Antonio de Leyva, condottiero e nobile spagnolo († 1536)

## Agosto(1)
- 24 agosto - Cesare Riario, arcivescovo cattolico italiano († 1540)

## Settembre(2)
- 8 settembre - Sigismondo d'Este, nobile italiano († 1524)
- 12 settembre - Arnaldo Albertin, vescovo cattolico spagnolo († 1544)

## Dicembre(2)
- 18 dicembre - Bartolomeo Masi, scrittore italiano († 1530)
- 27 dicembre - Gian Giacomo Caprotti, pittore italiano († 1524)

## Senza giorno specificato(92)
- Leonardo Agricola, notaio italiano († 1539)
- Juan de Álava, architetto spagnolo († 1537)
- Jacques Almain, teologo francese († 1515)
- Augustin von Alvelt, religioso tedesco († 1535)
- Andrea d'Assisi, pittore italiano († 1521)
- Jean Ango, armatore francese († 1551)
- Jacopo V Appiano, nobile († 1545)
- Duarte Barbosa, esploratore e scrittore portoghese († 1521)
- Jeronimo Bassano, musicista italiano († 1545)
- Beatrice di Frangipan, nobildonna croata († 1510)
- Sebastián de Belalcázar, esploratore spagnolo († 1551)
- Alessandra Benucci, nobile italiana († 1552)
- Bartolomeo Berrecci, architetto e scultore italiano († 1537)
- Vannoccio Biringuccio, artigiano italiano († 1539)
- Camillo Boiardo, nobile italiano († 1499)
- Massimiliana Bona, religiosa italiana († 1520)
- Cassio Brucurelli, poeta italiano
- Cola Bruno, letterato italiano († 1542)
- Francesco Castellalto, militare italiano († 1554)
- François Guillaume de Castelnau-Clermont-Ludève, cardinale e arcivescovo cattolico francese († 1541)
- Jean Clouet, pittore fiammingo († 1541)
- Simon de Colines, editore francese († 1546)
- Pablo Coronel, traduttore, orientalista e docente spagnolo († 1534)
- Giovanni da Castrovillari, francescano italiano († 1530)
- Marco Dall'Aquila, liutista e compositore italiano († 1538)
- Pedro Damiano, scacchista portoghese († 1544)
- Giulio Camillo Delminio, umanista e filosofo italiano († 1544)
- Pier Gerlofs Donia, pirata olandese († 1520)
- Heinrich Douvermann, scultore tedesco († 1543)
- Benedictus Ducis, organista e compositore fiammingo († 1552)
- Johann Georg Faust, alchimista e astrologo tedesco († 1540)
- Juan Fernández de Heredia, poeta e commediografo spagnolo († 1549)
- Giulio Ferretti, giurista italiano († 1547)
- Damiàn Forment, scultore spagnolo († 1540)
- Ambrogio Fracco, umanista e poeta italiano
- Heinrich von Galen, nobile tedesco († 1557)
- Pietro Andrea Gambari, giurista e presbitero italiano († 1528)
- Claude Garamond, tipografo francese († 1561)
- Gerino da Pistoia, pittore italiano
- Girolamo Ghinucci, cardinale e vescovo cattolico italiano († 1541)
- Ludovico Gonzaga, condottiero italiano († 1540)
- Gil González Dávila, esploratore spagnolo († 1526)
- Cristoforo Grimaldi Rosso, doge († 1563)
- Alvise Gritti, mercante e politico turco († 1534)
- Marco Guazzo, storico italiano († 1556)
- Guglielmo dei Grigi, architetto e scultore italiano († 1550)
- Juan Gil de Hontañón, architetto spagnolo († 1526)
- Balthasar Hubmaier, teologo tedesco († 1528)
- Giovanni Battista Lodron, condottiero italiano († 1555)
- Lorenzo Lotto, pittore italiano
- Ibrāhīm Lodī, sultano indiano († 1526)
- Ferdinando Magellano, esploratore e navigatore portoghese († 1521)
- Carlo IV Malatesta, condottiero italiano († 1508)
- Hans Maler zu Schwaz, pittore tedesco
- Cristoforo Marcello, teologo e vescovo cattolico italiano († 1527)
- Girolamo Marchesi, pittore italiano († 1550)
- Marco de' Marconi, religioso italiano († 1510)
- Massimo il Greco, umanista, linguista e religioso greco († 1556)
- Giovanni Mazzuoli, letterato italiano († 1549)
- Meir ibn Gabbai, teologo e rabbino spagnolo
- Iacopo Meleghino, economista e architetto italiano († 1549)
- Bartolomé Ordóñez, scultore spagnolo († 1520)
- Juan de Ortega, matematico spagnolo († 1568)
- Giovanni Battista Pallavicini, cardinale e vescovo cattolico italiano († 1524)
- Christiern Pedersen, teologo danese († 1554)
- Richard de la Pole, nobile inglese († 1525)
- Raja Matanda, sovrano filippino († 1572)
- Andrea Sabatini, pittore italiano († 1545)
- Sabba da Castiglione, religioso, letterato e umanista italiano († 1554)
- Matteo Sanmicheli, scultore italiano
- Hans Leonhard Schäufelein, pittore tedesco († 1540)
- Thomas St. Lawrence, giudice irlandese († 1553)
- Stańczyk, giullare polacco († 1560)
- Giovanni Francesco Straparola, scrittore italiano
- Benedetto Tagliacarne, umanista e vescovo cattolico italiano († 1536)
- Raimo Epifanio Tesauro, pittore italiano
- Gaetano Thiene, presbitero italiano († 1547)
- Vitello Vitelli, condottiero e nobile italiano († 1528)
- Yan Song, funzionario cinese († 1567)
- Zakariya Abdullah, architetto arabo
- Charlotte d'Albret, nobildonna francese († 1514)
- Nanni Unghero, intagliatore e architetto italiano († 1546)
- Luigi I d'Orléans-Longueville, conte († 1516)
- Miguel da Silva, nobile e vescovo cattolico portoghese († 1556)
- Lourenço de Almeida, esploratore e militare portoghese († 1508)
- Cristóbal de Andino, scultore e architetto spagnolo († 1543)
- Juan de Esquivel, esploratore spagnolo († 1515)
- Pietro de Gregorio, giurista italiano († 1533)
- Antonio de Ziliis di Quetta, giurista italiano († 1556)
- Carlotta d'Aragona, contessa († 1506)
- Christoph von Werdenberg-Heiligenberg, nobile tedesco († 1534)
- Johann von der Recke († 1551)